# Roman Smetana
Roman Smetana (* 6. ledna 1982 Olomouc) je bývalý řidič DPMO, který se stal známým kvůli svému odsouzení za pomalování předvolebních plakátů před sněmovními volbami v roce 2010.

## Vývoj případu
Před sněmovními volbami v roce 2010 pomaloval na autobusech předvolební plakáty politických stran ODS a KDU-ČSL různými nápisy, čárami a vyobrazeným politikům přikresloval tykadla. Jeho zaměstnavatel, Dopravní podnik města Olomouce podal trestní oznámení na neznámého pachatele a na základě svědectví jednoho z jeho kolegů bylo následně zahájeno trestní stíhání. Občanská demokratická strana, které patřilo nejvíce poškozených plakátů, jako jediná z poškozených stran v rámci trestního řízení uplatnila nárok na náhradu škody. Soudkyně Markéta Langerová (shodou okolností manželka Ivana Langera, jemuž byla vedle ostatních na plakátu přimalována tykadla) jej odsoudila za přečin poškození cizí věci ke 100 hodinám obecně prospěšných prací a rovněž mu uložila zaplatit 15 667 Kč jako náhradu škody politické straně ODS. Smetana se neodvolal a náhradu škody uhradil, ale na obecně prospěšné práce odmítl nastoupit. Následkem toho mu byl trest obecně prospěšných prací v souladu s trestním zákoníkem automaticky přeměněn na 100 dní trestu odnětí svobody nepodmíněně.
Do vězení měl nastoupit 26. března 2012, což v souladu se svými dřívějšími prohlášeními neučinil. Týž den na svoji žádost u DPMO ukončil svůj pracovní poměr, aby nebyl jeho zaměstnavatel příliš vyhledáván médii. Protože do vězení nenastoupil, dne 30. března 2012 již byl veden jako osoba v aktivním pátrání v evidenci policie. Nicméně na demonstraci odborů v Praze 21. dubna 2012 se sám policii přihlásil a nastoupil do vězení.
V květnu 2012 podal tehdejší ministr spravedlnosti Jiří Pospíšil v jeho kauze stížnost pro porušení zákona. V návaznosti na to vydal 24. května 2012 Nejvyšší soud příkaz k jeho okamžitému propuštění z olomoucké věznice, trest mu byl přerušen do doby, než Nejvyšší soud o ministrově stížnosti rozhodne. Dne 5. června 2012 obžaloval Romana Smetanu státní zástupce Jaroslav Kouřil za původní, březnové vyhýbání se nástupu do vězení. Za to mu hrozily až tři roky za mřížemi.
Nejvyšší soud 30. srpna 2012 stížnost ministra spravedlnosti jako nedůvodnou zamítl. Zdůraznil, že v žádném případě nejde o zásah do svobody projevu či politických názorů, Roman Smetana byl odsouzen za majetkový trestný čin, kde způsobená škoda ve výši celkem 17 tisíc Kč výrazně přesahuje hranici trestného činu. Nejvyšší soud dodal, že „každý občan má právo na svobodu projevu a prezentaci svých politických názorů, ale toto právo nesmí překročit hranici, kdy dochází k útoku na majetek, případně nesmí pokračovat svou agresivitou dál (ohrožovat lidské zdraví či život)“.
Smetana měl proto opět nastoupit do vězení, oznámil ale, že dobrovolně tak neučiní. V průběhu podzimních voleb ještě v přestrojení za zvukaře proniknul do volebního štábu ODS, aby se zde pokusil kontaktovat předsedu Nečase (Smetana i přes uhrazení škody považoval její náhradu za „skandální“), v úterý 16. října se však již sám zase dobrovolně vydal policii a byl převezen do věznice. Protože se však měl do výkonu trestu vrátit nejpozději v pondělí 8. října, bylo zahájeno jeho další trestní stíhání za maření výkonu úředního rozhodnutí. Olomoucký okresní soud 15. 1. 2013 potrestal Romana Smetanu za vyhýbání se vězení tříměsíčním trestem s podmíněným odkladem na 14 měsíců. Státní zástupce se odvolal.

### Uzavření případu
Případ skončil dne 22. dubna 2013 poté, kdy státní zástupci uvedli, že již není důvod situaci dále prodlužovat, protože případný opravný prostředek v podobě dovolání k Nejvyššímu soudu by byl neúčinný.

## Názory a ohlas
Kontroverzi vyvolal především fakt, že byl podle některých odsouzen za politický čin. Médii byl přirovnáván k Davidu Honsovi alias Romanu Týcovi, který byl odsouzen k peněžitému trestu, který odmítl uhradit, avšak za výměnu sklíček na semaforech pro chodce v Praze, v čemž soud shledal trestný čin poškozování veřejně prospěšného zařízení.
Rozpory mezi občany vyvolal fakt, že byl odsouzen Markétou Langerovou, manželkou politika ODS Ivana Langera, který byl také na předvolebních plakátech vyobrazen. Sám Smetana ji však za podjatou nepovažoval. Na Smetanovu obhajobu se postavilo mnoho lidí po celé zemi, byl také napsán dopis ministru spravedlnosti. Své stanovisko k případu vyjádřila i česká nevládní organizace Český helsinský výbor. Předmětem kritiky je mj. nepoměr, že hodina práce se rovná 1 den nepodmíněně.
Byly též vytvořeny recesistické internetové stránky Petice za trest smrti pro Romana Smetanu, odkazující na praktiky známé z politických procesů v padesátých letech.
Kritika rozhodnutí Nejvyššího soudu ve věci stížnosti pro porušení zákona byla zveřejněna na odborném blogu Jiné právo.

### Dokumentární snímek
Průřez celým případem dokumentuje snímek Víta Klusáka a Filipa Remundy Svobodu pro Smetanu!. Dílo bylo promítáno 27. října 2012 na Mezinárodním festivalu dokumentárních filmů v Jihlavě. Snímek Svobodu pro Smetanu! je součástí série autorských dokumentů Český žurnál. Prodloužená verze snímku pak byla uvedena v kinech v roce 2013 pod názvem Dobrý řidič Smetana.

### Hudba
Případ inspiroval moravskou hudební skupinu Žamboši k realizaci písně Basama s fixama.